# Episodi di For Life (seconda stagione)
La  seconda e ultima stagione della serie televisiva For Life, composta da 10 episodi, è stata trasmessa in prima visione assoluta negli Stati Uniti d'America sul canale ABC dal 18 novembre 2020 al 24 febbraio 2021.
In Italia, la stagione è stata trasmessa su Rai4 dall'8 al 15 novembre 2022 con due episodi quotidiani.
| n° | Titolo originale      | Titolo italiano             | Prima Tv USA     | Prima Tv Italia  |
| -- | --------------------- | --------------------------- | ---------------- | ---------------- |
| 1  | Never Stop Fighting   | Non smettere mai di lottare | 18 novembre 2020 | 8 novembre 2022  |
| 2  | Homecoming            | Ritorno a casa              | 25 novembre 2020 | 9 novembre 2022  |
| 3  | The Necessity Defense | Difesa per necessità        | 2 dicembre 2020  | 9 novembre 2022  |
| 4  | Time To Move Forward  | Bisogna andare avanti       | 9 dicembre 2020  | 10 novembre 2022 |
| 5  | Collars for Dollars   | Turno extra                 | 16 dicembre 2020 | 10 novembre 2022 |
| 6  | 354                   | 354                         | 27 gennaio 2021  | 11 novembre 2022 |
| 7  | Say His Name          | Ricorda il suo nome         | 3 febbraio 2021  | 11 novembre 2022 |
| 8  | For the People        | Per l'accusa                | 10 febbraio 2021 | 14 novembre 2022 |
| 9  | The Blue Wall         | Solidarietà tra agenti      | 17 febbraio 2021 | 14 novembre 2022 |
| 10 | Andy Josiah           | Andy Josiah                 | 24 febbraio 2021 | 15 novembre 2022 |